# Іграшка (фільм)
«Іграшка» (фр. Le jouet) — французька кінокомедія 1976 року. Режисер — Франсіс Вебер. У головних ролях — П'єр Рішар, Мішель Буке, Фабріс Греко.

## Сюжет
Франсуа́ Перре́н (П'єр Рішар) — безробітний журналіст. Після багатьох місяців пошуку роботи йому вдається влаштуватися в газету «France Hebdo». Першим серйозним завданням Перрена стало написання статті про магазин іграшок, що належить, як і сама газета, мільйонерові П'єру Рамбаль-Коше. Господар править своєю імперією як диктатор, глибоко зневажаючи всіх підлеглих (наприклад, наказує звільнити одного журналіста тільки за те, що у нього вологі руки), але при цьому лицемірно називає всіх «сім'єю».
У магазині Перрен потрапляє на очі синові мільйонера, Еріку, якого привели купувати іграшки за хорошу поведінку. Хлопчик безапеляційно заявляє, що хоче саме його як іграшку. Перрен протестує, але його все ж вмовляють оселитися на деякий час у будинку мільйонера. Однак при всій принизливості такої ролі Перрен сповнений почуття власної гідності. Граючи з Еріком і одночасно пізнаючи його ближче, журналіст розуміє, що ситуація не така однозначна, як здається на перший погляд.
Пізніше, завдяки одкровенню Бланка, Перрен дізнається, що хлопчик глибоко самотній, у нього існують проблеми, пов'язані з розривом батьків і лицемірним характером батька. Перрен все-таки зумів подружитися з дитиною і показав йому всю егоїстичність і негідність його поведінки і поведінки його батька. Однією з розваг Перрена та Еріка стає випуск сатиричної «газети», що дратує Рамбаля-Коше-старшого, проте викликає в ньому мимовільну повагу до Перрена.
В результаті малий Ерік віддає перевагу Франсуа перед батьком.

## У ролях
- П'єр Рішар — Франсуа Перрен
- Мішель Буке — П'єр Рамбаль-Коше
- Жак Франсуа — Бленак
- Фабріс Греко — Ерік Рамбаль-Коше
- Шарль Жерар — фотограф
- Жерар Жуньо — Піньє
- Мішель Санд — Ніколь

## Ремейки
У 1982 році в США американський режисер Річард Доннер зняв ремейк фільму з такою самою назвою. Він потрапив до двадцятки найуспішніших картин 1982 року, але був холодно зустрінутий критиками.
19 жовтня 2022 року у Франції відбулася прем'єра фільму під назвою «Нова іграшка» (фр. Le Nouveau Jouet). Режисером виступив Джеймс Ют, а у головній ролі знявся Жамель Деббуз.